# Marcin Iryjczyk
Marcin Iryjczyk (łac. Martinus Hibernensis; ur. 819, zm. 875) – irlandzki duchowny, pisarz i uczony, żyjący i tworzący w IX wieku w państwie frankijskim.
W latach 40. IX wieku przybył z Irlandii do Laon (ob. we Francji), gdzie był później kierownikiem tamtejszej szkoły katedralnej. Był autorem kilku wpisów w Annales Laudunenses, skąd znane są daty jego narodzin i śmierci. Utrzymywał kontakty z elitami intelektualnymi swoich czasów, m.in. Janem Szkotem Eriugeną i Lupusem z Ferrières. Znał grekę, zebrał fragmenty greckojęzyczne z dzieł Eriugeny i przepisał je w rękopisie Laon nr 444, w którym zamieścił także słowniczek i kilka greckich wierszy. Posiadał rozległe zainteresowania, jest autorem licznych glos do traktatów z zakresu prawa, medycyny, historii czy gramatyki. Glosował m.in. pisma Bedy Czcigodnego. 